# Pozorrubio, Filippinerna
Pozorrubio (Bayan ng Pozorrubio) är en kommun i Filippinerna. Kommunen ligger på ön Luzon, och tillhör provinsen Pangasinan. Folkmängden uppgår till 58 252 invånare.

## Barangayer
Pozorrubio är indelat i 34 barangayer.
| - Alipangpang - Amagbagan - Balacag - Banding - Bantugan - Batakil - Bobonan - Buneg - Cablong - Castaño - Dilan - Don Benito | - Haway - Imbalbalatong - Inoman - Laoac - Maambal - Malasin - Malokiat - Manaol - Nama - Nantangalan - Palacpalac | - Palguyod - Poblacion I - Poblacion II - Poblacion III - Poblacion IV - Rosario - Sugcong - Talogtog - Tulnac - Villegas - Casanfernandoan |

## Bildgalleri

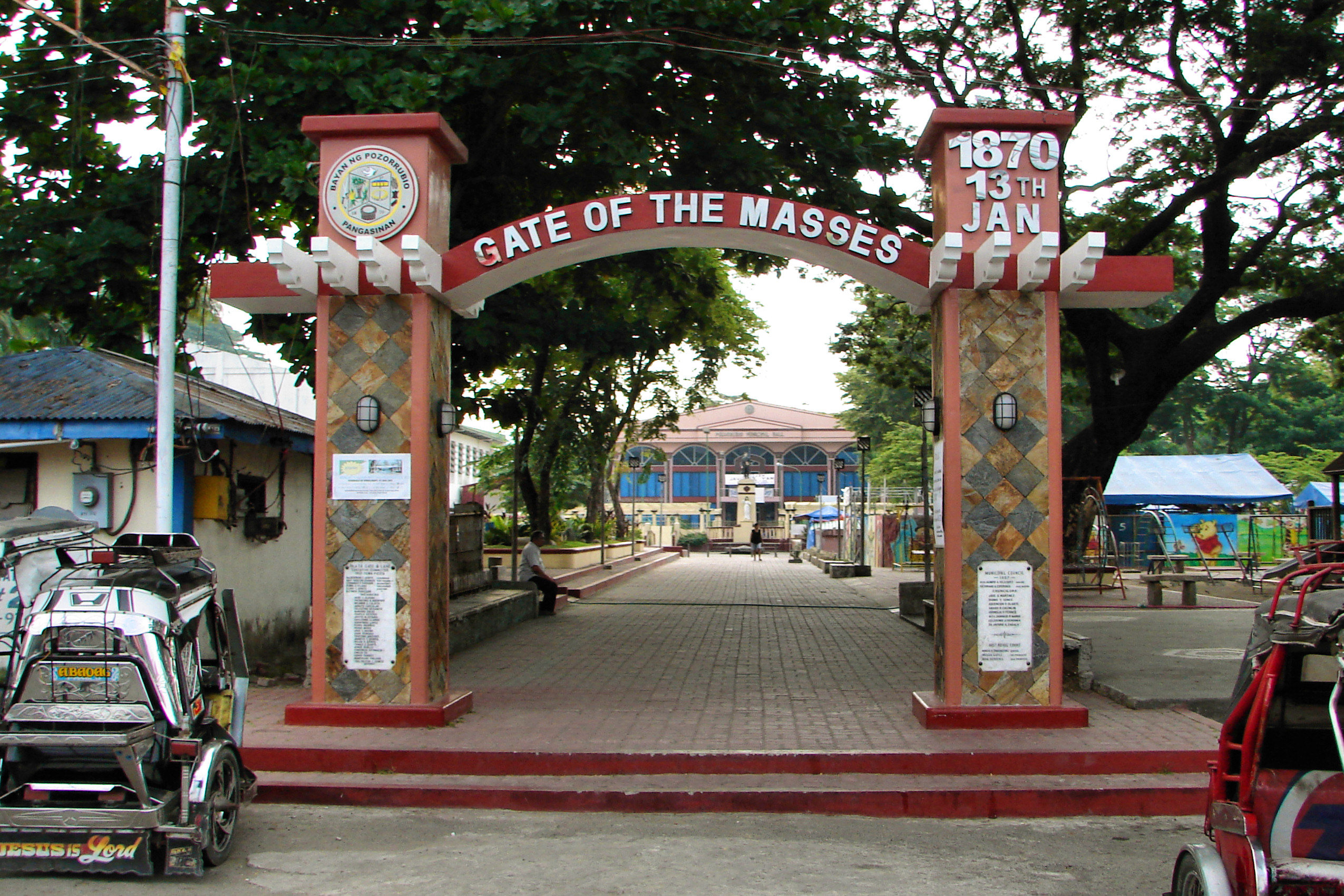
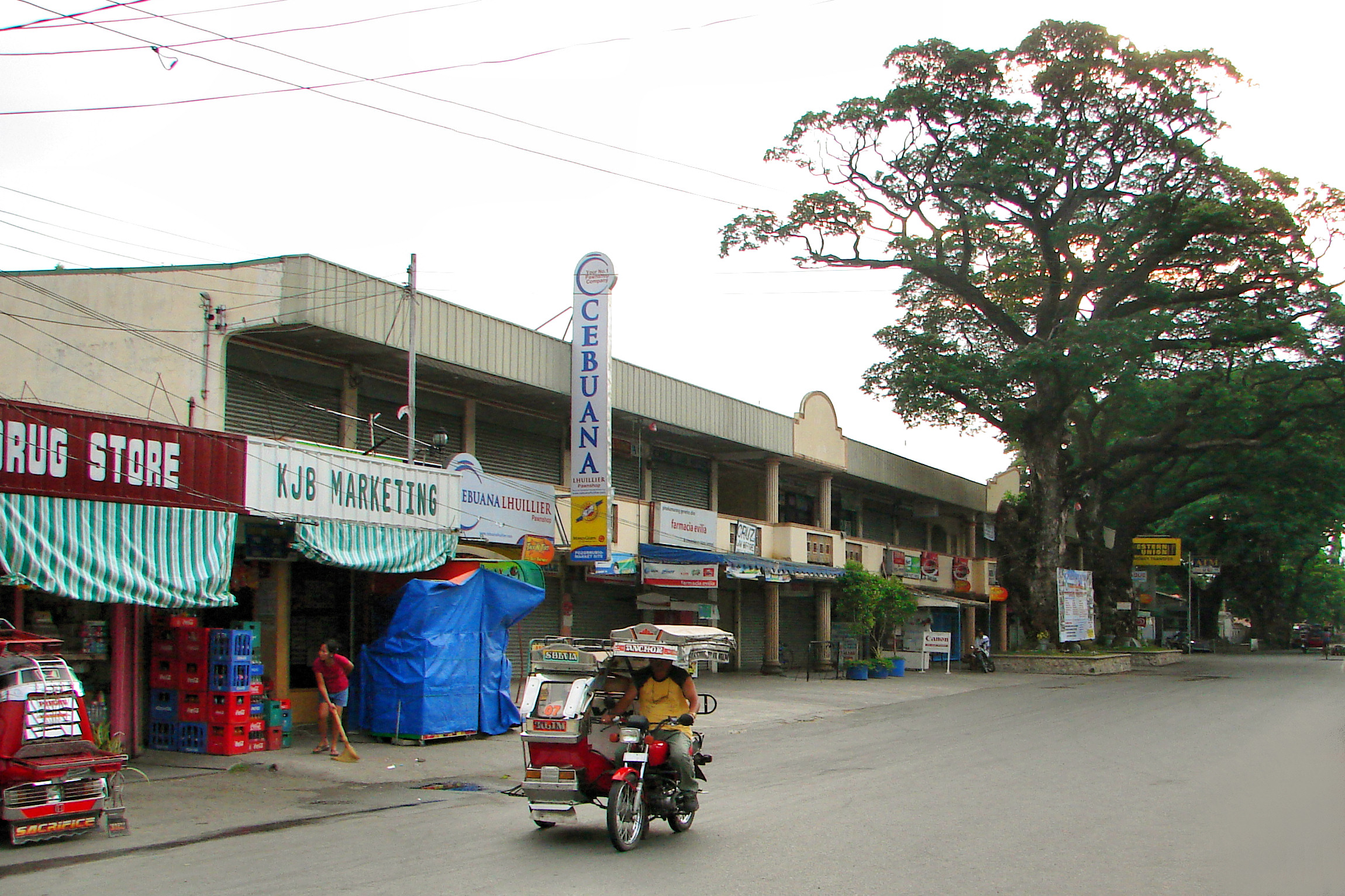
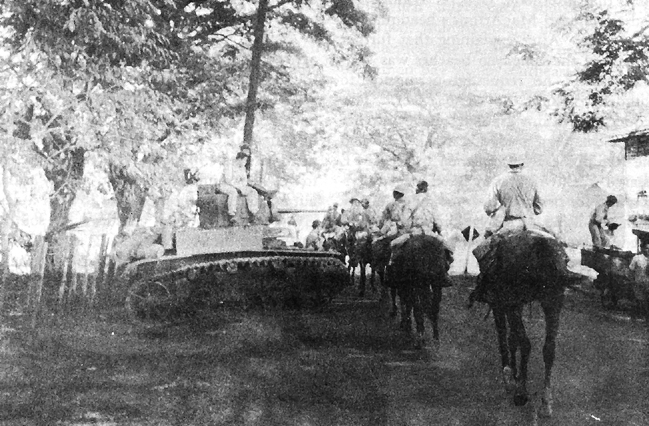